# Cratere Karsh
Karsh  è un cratere sulla superficie di Mercurio.